# Assembleia dos Notáveis
A Assembleia dos Notáveis (em francês Assemblée des notables) era um grupo de nobres de títulos elevados e funcionários do governo com funções deliberativas que eram convocados pelo rei da França em ocasiões extraordinárias para servir-lhe de órgão consultivo em questões do Estado.

## História

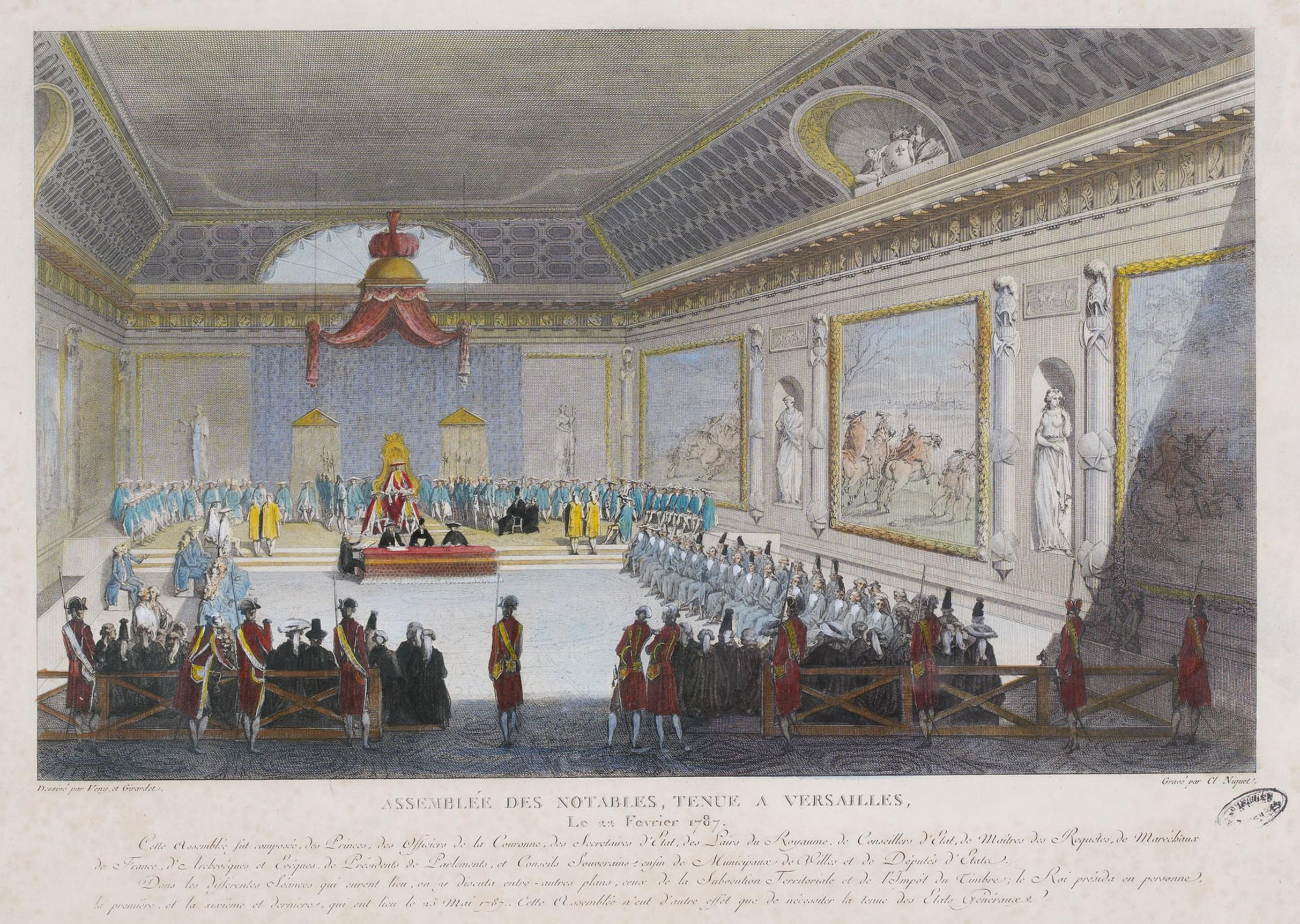
A Assembleia dos Notáveis reunida em 1787

A Assembleia dos Notáveis se reuniu em 1583, 1596–97, 1617, 1626 e 1787. Assim como os Estados Gerais, ela tinha caráter somente consultivo. Mas, diferentemente dos Estados-Gerais, onde os membros eram eleitos pelos súditos do reino, os membros da Assembleia dos Notáveis eram apontados pelo próprio rei, que os selecionava por seu "zelo", "devoção" e "lealdade" ao soberano. Os membros da assembleia eram homens proeminentes, geralmente da aristocracia, e entre eles havia príncipes reais, nobres, arcebispos, juízes de alto escalão, e, em alguns casos, as principais autoridades da cidade. O rei iria emitir um ou mais decretos de reforma depois de ouvir os seus conselhos.
Sua última reunião teve início em 22 de fevereiro de 1787. Com o objetivo de resolver a crise financeira francesa, era composta principalmente por membros do clero, que se recusou a adotar qualquer reforma tributária que fosse contra os privilégios da classe de seus integrantes. Diante do fracasso da Assembleia dos Notáveis em resolver a crise financeira, o rei Luís XVI convocou, em 1788, a Assembleia dos Estados Gerais. Um novo impasse também nesse outro fórum levou à Revolução Francesa.